# مدرعات حقيقية
المدرعات الحقيقية (الاسم العلمي: Euphractinae) هي فُصيلة من الحيوانات تتبع فصيلة المدرعات المتدثرة وأشباهها من رتبة الحزاميات.

## أجناس
- مدرع حقيقي
- المدرع المشعر